# Randolph M. Nesse
Randolph M. Nesse (n. 1948) es un médico y  biólogo evolutivo estadounidense. Es reconocido por sus investigaciones sobre la psicología evolucionista y de la medicina evolutiva, así como los orígenes evolutivos de las emociones y cómo la selección natural da forma a la capacidad para el humor.
Nesse es profesor de psicología en la Universidad de Míchigan en Ann Arbor y profesor de psiquiatría en la Escuela de Medicina de la Universidad de Míchigan. También es el director del Programa de Evolución y Adaptación Humana en la Universidad de Míchigan.
Nesse es también coautor del libro ¿Por qué nos enfermamos? (Why We Get Sick) (1996).